# Fehér lisztesőzlábgomba
A fehér lisztesőzlábgomba (Cystolepiota seminuda) a csiperkefélék családjába tartozó, Európában, Észak-Amerikában és Észak-Afrikában honos, erdőkben élő, nem ehető gombafaj. 

## Megjelenése
A fehér lisztesőzlábgomba kalapja 1-3 cm széles; alakja fiatalon domború, később harang vagy széles domború alakúvá változik; közepén széles, lapos púp lehet. Színe fehér; idősen közepén halványrózsaszínes,  hússzínű foltok mutatkoznak. Felülete lisztes-korpás, széle fiatalon burokmaradványoktól pelyhes.
Húsa fehéres, nagyon vékony. Íze és szaga nem jellegzetes. 
Közepesen sűrű lemezei szabadon állók, a féllemez gyakori. Színűk fiatalon fehér, később sárgásfehér.
Tönkje 3-4 cm magas ls 0,2-0,4 cm vastag. Alakja hengeres, színe fiatalon fehér, később halvány rózsaszínű, alja felé sötétedő. Felületét a kalaphoz hasonlóan lisztes-korpás bevonat borítja, amely idővel lekopik.
Spórapora fehér. Spórája megnyúlt elliptikus vagy hengeres, sima, mérete 4-5 x 1,5-2,5 µm.

### Hasonló fajok
A valamivel nagyobb, szinten nem ehető fehér őzlábgombával lehet összetéveszteni. 

## Elterjedése és termőhelye
Európában, Észak-Afrikában és Észak-Amerikában honos. Magyarországon viszonylag gyakori. 
Nedves lomberdőkben (fenyvesekben csak ritkán), erdei utak mentén, ligeterdőkben nő a humuszos talajon vagy szétkorhadt faanyagon. Júliustól októberig terem. 

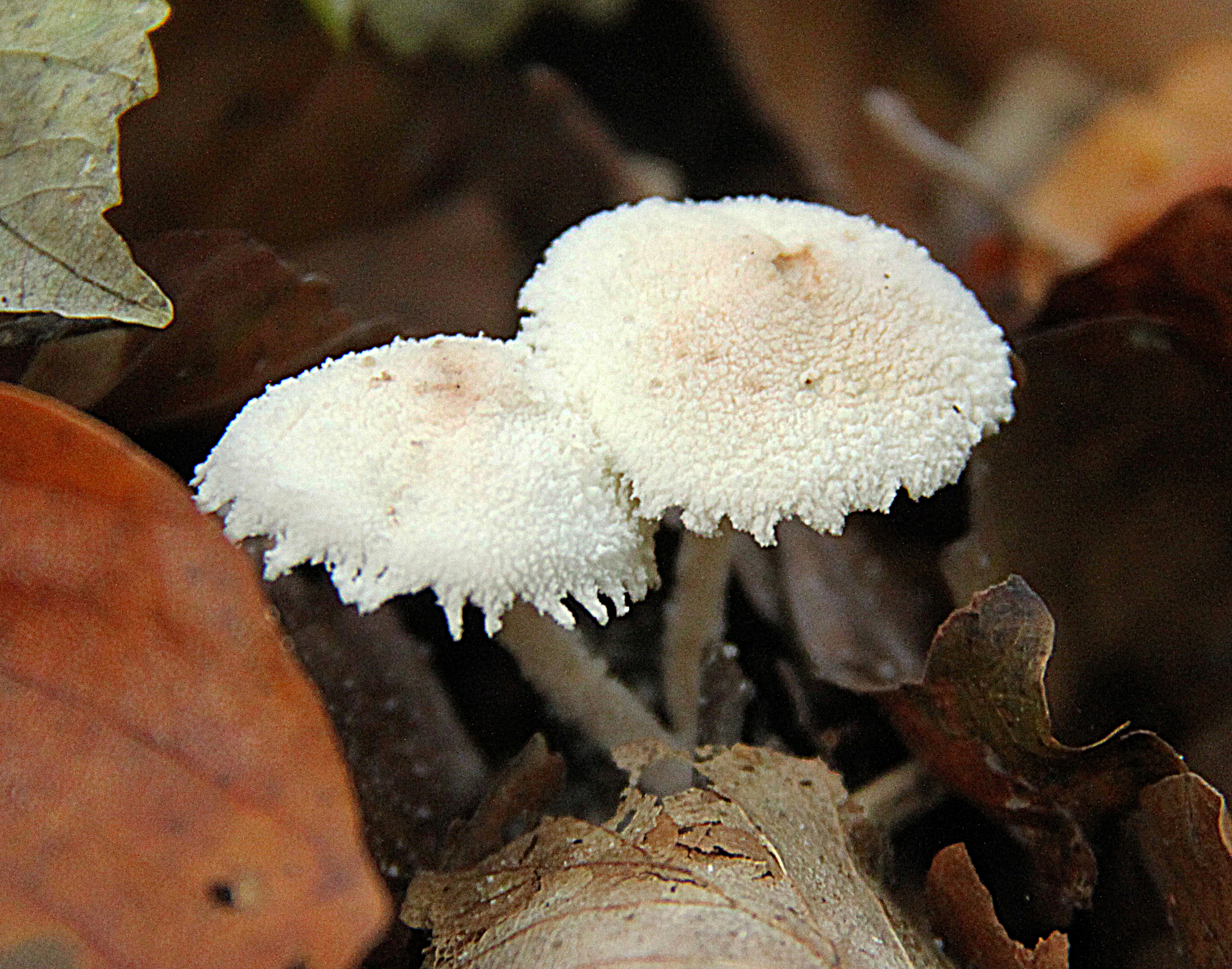
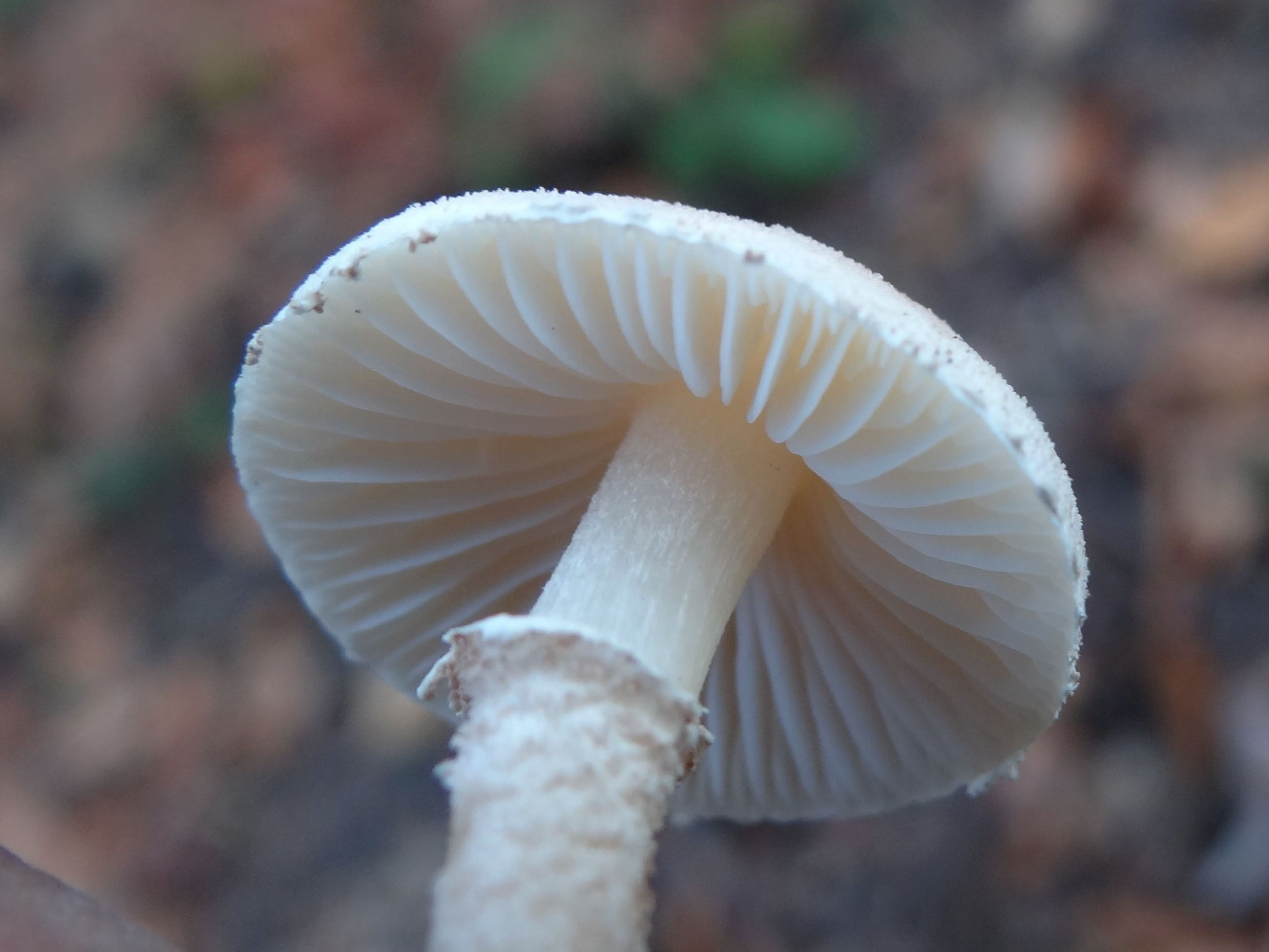
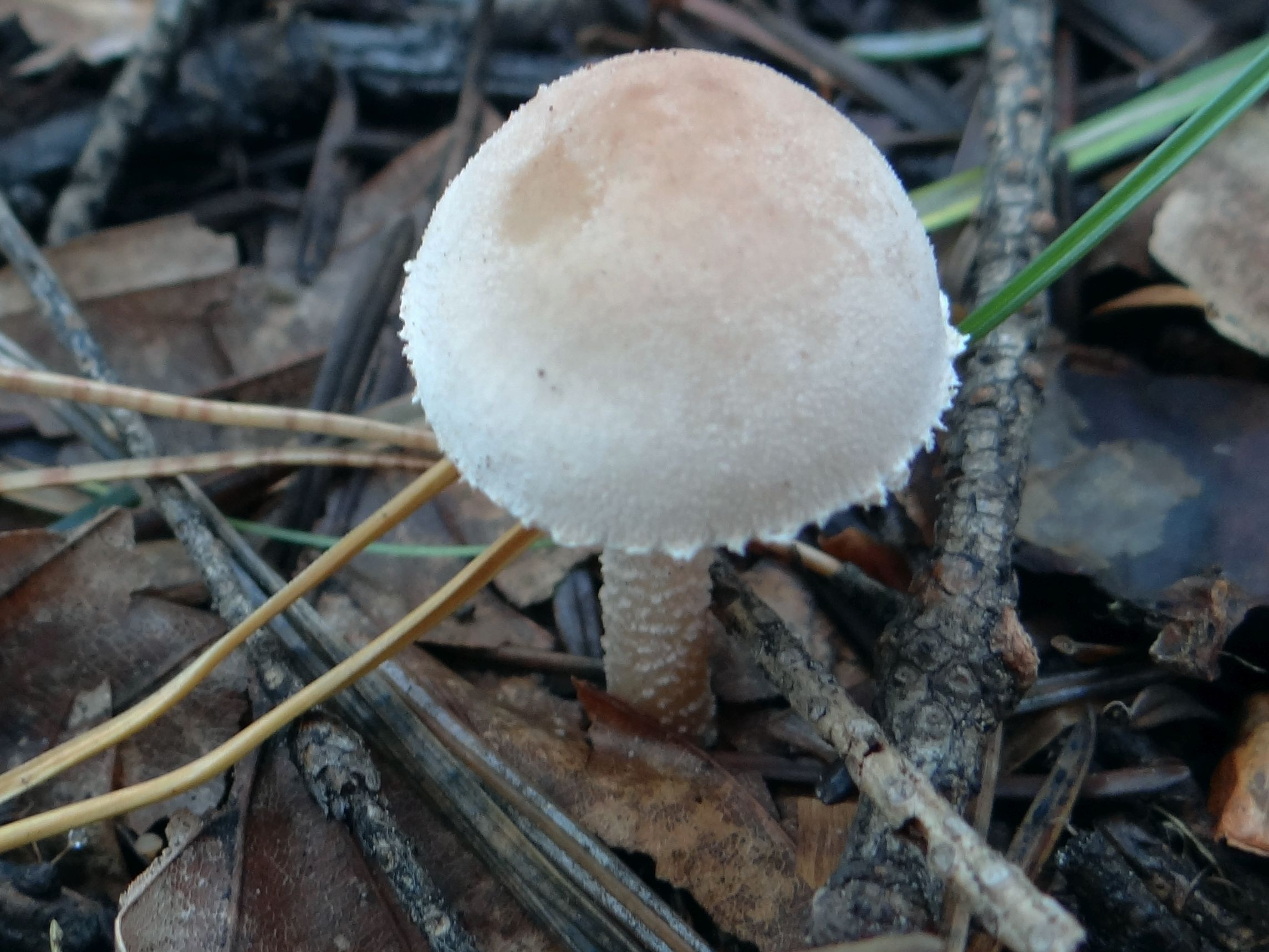
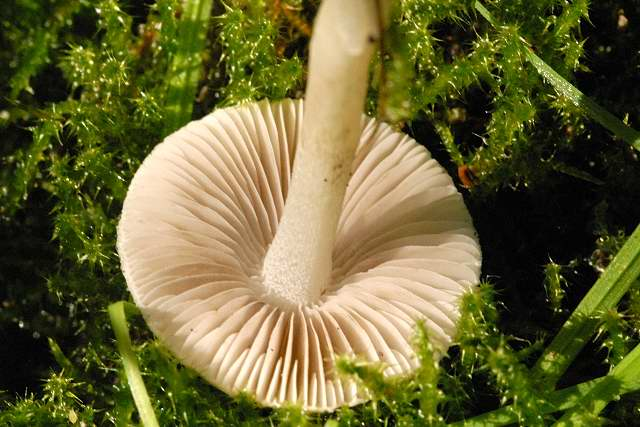
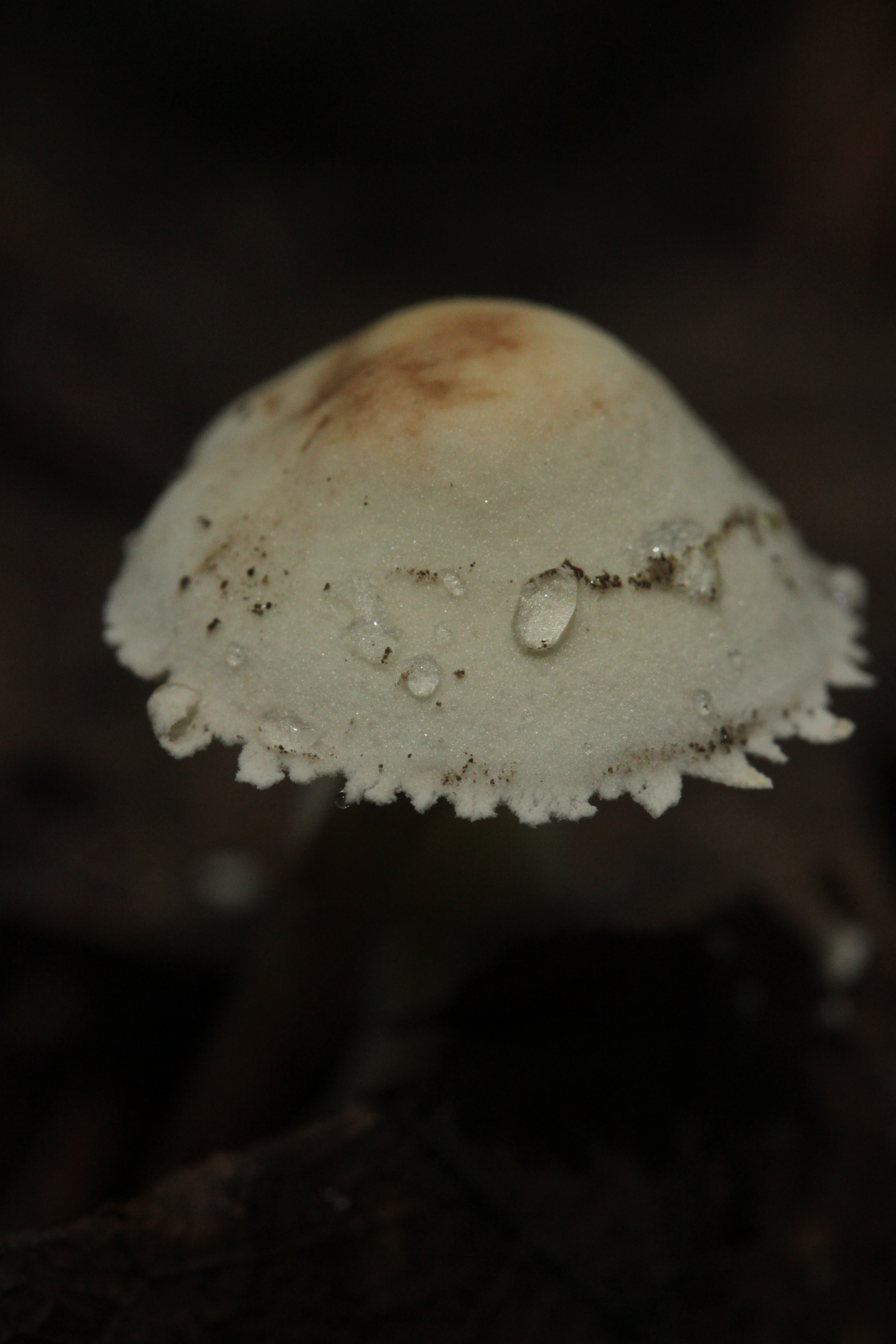

Nem ehető.